# Comité de coordination pour la célébration des traités de Rome
Le Comité de coordination pour la célébration des traités de Rome ou Cocerome, depuis des années, se charge de la mission de sensibiliser annuellement les citoyens européens aux enjeux représentés par la signature du Traité de Rome au Capitole, le 25 mars 1957. Son siège est à Bruxelles, place Sainctelette. Sa présidence est assurée par André Degroeve, gouverneur honoraire de la province de Brabant et époux de Marie-Josèphe Meuter, poétesse de renom. Patrick Huart en est le secrétaire général et Roland Rölker, historien, en est le conseiller. Roland Rölker est l'auteur (en collaboration avec Didier Van Damme pour la musique) d'un poème, Zukunftsfreude, écrit à l'occasion du cinquantième anniversaire de l'Union européenne.